# Натали Турс
«Натали Турс» — российская туристическая компания, бывший крупный туроператор (по данным рейтинга газеты «Туринфо», в 2009 году была четвёртым по величине туроператором в России). Штаб-квартира компании располагалась в Москве. В головном офисе работало более 400 сотрудников. «Натали Турс» имела представительства в Екатеринбурге, Санкт-Петербурге, Самаре, Ростове-на-Дону, Казани, Новосибирске, Хабаровске, Минске. С 2010 года «Натали Турс» работала на территории Украины, с 2012 — в Казахстане. В России и странах СНГ было расположено более 8000 офисов продаж, где можно было приобрести туры от компании. Туроператор «Натали Турс» с 4 сентября 2018 года прекратил свою деятельность после исключения юридических лиц, которые работают под его брендом, из единого федерального реестра туроператоров.

## История
Компания основана в апреле 1992 года супругами Наталией и Владимиром Воробьёвыми. В начале 90-х Наталия и Владимир Воробьёвы являлись сотрудниками МАИ и рассматривали возможность уйти из науки в коммерцию. В 1992 году пансионатам было разрешено продавать часть путёвок самостоятельно, без распределения через профсоюзы, как это было раньше. Наталия и Владимир стали продавать путёвки в Адлер по договорённости с директором пансионата, первые путёвки у них покупали с рук. Тогда путёвки на «Адлер-курорт» приобрели 400 человек, в следующем году — уже 5000. Зимой 1994 года «Натали Турс» впервые отправила туристов в Таиланд. С декабря 1994 года «Натали Турс» начала продавать туры в Грецию и Испанию. Компания, зарегистрированная как ООО «Натали» и ООО «Агентство путешествий Натали», приоритетным направлением выбрала Испанию, и в 2001 году отправила в эту страну 100 тыс. туристов. Затем подключились азиатские и европейские направления.

## Собственники и руководство
Владельцы компании — Владимир и Наталия Воробьёвы (на паритетных началах).
Президент — Владимир Воробьёв.
В 2013 году Наталия Воробьёва заняла 14-ю строчку рейтинга Forbes Woman «Богатейшие женщины России — 2013».

## Деятельность
Основные направления деятельности компании — организация туров в такие страны, как Испания, Кипр, Таиланд, Андорра, Италия, Турция, ОАЭ,Куба, Греция и др., а также морских круизов.
В 2008 году группа стала оператором по Греции (летнее направление) и Доминикане (зимнее направление), и обслужила около 480 тыс. человек. Оборот в 2008 году составил 650 млн долларов. В 2009 году среди направлений появились Куба и Египет, в 2010 году — Австрия. Клиентами туроператора стали около 480 тыс. человек. Оборот компании составил 500 млн долларов. В 2009 году «Натали Турс» создала собственную сеть турагентств на основе франчайзинга. По данным компании, в эту сеть входили 90 туристических агентств. В 2010 году клиентами компании стали 530 000 туристов. На 2012 год оборот составил порядка $ 1 млрд, и «Натали Турс» оценивала свою долю на российском туристическом рынке в 5 %. В том же году российский туроператор отправил за границу 850 000 человек.
11 ноября 2016 года Арбитражный суд города Москвы удовлетворил иск авиакомпании «Трансаэро» к Натали Турс.
14 ноября 2016 года туроператор кардинально переработал систему бронирования для турагентств «Натекния».
4 июля 2018 года «Натали Турс» аннулировала все забронированные и оплаченные туры из-за финансовых проблем. После появления негативных сообщений о финансовом состоянии компании, партнёры начали отключать «Натали Турс» от систем обслуживания, в связи с чем туроператор не смог выполнить свои обязательства перед клиентами. На 24 июля 2018 года, по оценке Ассоциации туроператоров России (АТОР), ущерб клиентов «Натали Турс» составил около 1,183 млрд рублей (почти 18,5 млн долларов США).
Туроператор «Натали Турс» с 4 сентября 2018 года прекратил свою деятельность после исключения юридических лиц, которые работают под его брендом, из единого федерального реестра туроператоров.